# 大日本帝国憲法第25条
大日本帝国憲法第25条（だいにほん/だいにっぽん ていこくけんぽう だい25じょう）は、大日本帝国憲法、第2章「臣民権利義務」に記載されている。

## 現代風の表記
日本臣民は、法律に定めた場合を除くほか、その承諾なくして住居に侵入され、及び捜索されることはない。

## 関連記事
- 大日本帝国憲法
- 法律
- 家宅捜索